# 余田
余田（1518年—？），字舜耕，號龍津，浙江嘉興府崇德縣人，軍籍，明朝政治人物。

## 生平
嘉靖二十二年（1543年）癸卯科浙江鄉試第六十六名舉人。嘉靖二十九年（1550年）中式庚戌科會試第一百八十一名，登第二甲第八十五名進士。授礼部主事，有能声，历本部员外郎，官至四川布政司參議

## 家族
曾祖余璿；祖父余僖，號東丘，浦城縣主簿；祖母费氏；父余懷忠（1498年-1549年），字进之，號圮南，母趙氏。具庆下。弟余畿、余疆。